# 鞍馬 (巡洋戦艦)
鞍馬（くらま）は、日本海軍の巡洋戦艦（建造時は装甲巡洋艦）。艦名は鞍馬山に由る。伊吹と姉妹艦。

## 艦歴

### 建造
1904年（明治37年）日露戦争による臨時軍事費により予算成立。1905年（明治38年）1月31日、横須賀宛に製造の訓令が出された。同年6月11日、日本海軍は寅号装甲巡洋艦の艦名を「鞍馬」と内定する（第一号装甲巡洋艦は伊吹を予定）。8月23日、寅号装甲巡洋艦は横須賀海軍工廠で起工。1907年（明治40年）10月21日午後3時7分、(第3船台より)進水。進水式には明治天皇皇后（のち昭憲皇太后）が臨席した。進水重量は6,380英トン、横須賀での主力艦進水は既に薩摩で経験しており、鞍馬は順調に進水した 。同日附で寅号装甲巡洋艦は制式に「鞍馬」と命名。一等巡洋艦に類別される。1911年（明治44年）2月28日、竣工。計画時点では、香取型戦艦に準ずる砲力を持つ高速艦であったが、ドレッドノートの出現により、進水時点で既に旧式艦としての性格を帯びた艦となった。翌3月1日第2艦隊に編入された。

### 遣英艦隊
就役直後にジョージ5世の戴冠記念観艦式に参加するため、本艦は「利根」とともに遣英艦隊（司令長官：島村速雄中将）を編成した。1911年（明治44年）3月下旬、島村中将及び鞍馬・利根乗組員は明治天皇に拝謁する。
4月1日、巡洋艦2隻（鞍馬、利根）は横須賀を出港。6月24日にスピットヘッドでの観艦式に参加。11月22日(または12日)、横須賀に帰投した。12月1日、第2艦隊を外れた。

### 1912年度
1912年(明治45年)2月20日、主砲塔上に3インチ子砲装備の訓令が出された。
同年（大正元年）8月28日、日本海軍は艦艇類別等級表を改訂する。伊吹以下4隻（筑波、生駒、鞍馬、伊吹）が巡洋戦艦に類別された。
12月1日、第1艦隊に編入された。

### 1913年度
1913年(大正2年)2月10日打狗を出港、南清方面の警備を行い17日馬公に帰着した。

### 第一次世界大戦
1914年(大正3年)8月10日第2艦隊に編入、
8月18日時点では、金剛、比叡、鞍馬、筑波の4隻で第1艦隊第3戦隊を編制していた。同日佐世保を出港し、以後東シナ海の警備を行った。8月23日に日本はドイツに宣戦布告し、第一次世界大戦に参戦した。
9月14日に鞍馬(旗艦)、筑波、浅間、第16駆逐隊(海風、山風)、南海丸、遠海丸で第1南遣枝隊を編成、17日に二見港を出港し、通商保護とマリアナ諸島及びカロリン諸島の占領支援に従事した。翌1915年(大正4年)1月17日、横須賀軍港に帰港した。

### 1915年度
1915年(大正4)年5月7日呉港を出港し、揚子江方面の警備を行い、11日中甑浦に帰着した。5月20日、第3戦隊旗艦となる。
呉出港前の5月4日、鞍馬のビルジキール改造が訓令された。在役中のまま都合を見て速やかに工事を行い、艦隊に復帰することが希望され、
9月8日にビルジキール改造後の公試運転が行われた。
10月9日横須賀で、第3戦隊旗艦は安芸から鞍馬に変更となった。

### 1916年度
1915年(大正4年)12月13日、第1艦隊第2戦隊に編入、第2戦隊は鞍馬と生駒の2隻編制になった。12月15日、第2戦隊旗艦となる。

### 1917年度
1916年(大正5年)12月1日、第2戦隊を外れる。1917年(大正6年)7月23日、呉において大正6年度予算により大修理(機関総検査)他を行う訓令が出され、ビルジキール後端を147フレームから更に3フレーム延長する工事も行われた。1918年(大正7年)3月まで、大修理(大改造)を施行した。3月26日行われた修理公試は19.879ノットの成績だった。

### 1918年度
1918年(大正7年)4月1日、第3艦隊第5戦隊に編入。5月18日、応用教練射撃実行のため鎮海西湾から単独出港中の9時10分、巨済島東岸で海図に無い暗礁に触れた。右舷ビルジキール下方、ビーム40番から60番までのリベット列が切断、最大幅約6インチ(約15cm)の破口が出来、二重底などに浸水した。
5月18日から28日まで鎮海要港部修理工場で応急修理を行い、29日佐世保に帰着した。鎮海で応急修理中の7月25日、第5戦隊を外れた。
同年12月1日、第3艦隊第5戦隊に復帰、第5戦隊は鞍馬、伊吹、三笠の3隻編制となった。

### 1919年度
シベリア出兵の支援に参加した。6月22日大湊を出港しロシア沿岸を航行、7月17日清津に帰着した。
1919年(大正8年)8月19日から25日の間、伊吹、鞍馬、明石の3隻は富山県伏木、石川県穴水、輪島、金石港を訪問した。24日25日に金石港に停泊した際は、伊吹、鞍馬の乗員約500名が上陸し金沢市を訪れた。この2日間で一般公開の参加者は約2万人となった。
同年9月から10月、40cm信号用探照灯2基を佐世保海軍工廠で設置した。

### 1920年度
前年に引き続きシベリア出兵の支援に参加した。1920年(大正9年)5月22日小樽を出港しロシア沿岸を航行、7月17日小樽に帰着。7月25日小樽を出港し、10月10日大泊に帰着。10月13日大泊を出港し、10月20日小樽に帰着した。
12月1日、第5戦隊を外れた。以後、艦隊編入(就役)は無い。

### 1921年度
1921年(大正10年)、海軍思想普及のため、呉鎮守府管轄1府10県の地方官公使と青年団長や新聞記者などを便乗させ、3月下旬の約1週間、朝鮮半島南部を巡航した。3月24日呉港で便乗者310名を乗せて、午前7時18分出港、戦闘訓練や艦内見学を行い3月25日7時34分鎮海に入港、便乗者は上陸し汽車で京城へ向かった。鞍馬は3月28日釜山に回航、同地で一般公開を行った。京城から戻った便乗者が夕方再び鞍馬に乗艦し、午後8時2分出港した。3月29日午後4時58分別府に入港、便乗者の一部が退艦した。翌30日午後8時47分別府を出港、31日第一艦隊の訓練を見学し、午前8時55分呉に入港、便乗者が上陸し巡航は終了した。
また、大分県主催で第14回九州沖縄8県連合共進会が開催され、4月上旬から約10日間、大分港、宇和島港に鞍馬が回航することが決まった。4月11日呉発、周防(11日福岡発)と共に大分港に停泊した。周防は12日大分港を出港したが、鞍馬は21日まで停泊、22日から26日まで宇和島港に停泊した。27日三津浜港(松山港)に寄港、29日には呉港に帰着した。

### 廃棄
1922年（大正11年）2月6日締結のワシントン海軍軍縮条約により廃棄が決定。鞍馬は10月の時点で第4予備艦となって佐世保軍港に繋留されたおり、定員は102名(艦長と機関長は欠員の予定)となっていた。
1923年（大正12年）9月20日、除籍。艦艇類別等級表からも削除された。旧鞍馬の兵装撤去工事は佐世保海軍工廠で行われ、11月8日までに魚雷発射管の陸揚げは終了、続けてボイラーの陸揚げを11月9日から29日まで行った。1925年(大正14年)1月19日、神戸製鋼所で解体は完了した。

## 艦長
※『日本海軍史』第9巻・第10巻の「将官履歴」及び『官報』に基づく。
艤装員長
- （兼）中野直枝 大佐：1909年4月1日 - 5月22日

艦長
- 西山保吉 大佐：1910年5月5日 - 1911年1月16日 ＊兼横須賀海軍工廠艤装員
- 石井義太郎 大佐：1911年1月16日 - 12月1日 ＊兼横須賀海軍工廠艤装員
- 秀島成忠 大佐：1911年12月1日 - 1912年6月18日
- 永田泰次郎 大佐：1912年6月18日 - 1913年12月1日
- 榊原忠三郎 大佐：1913年12月1日 - 1914年4月21日
- （兼）町田駒次郎 大佐：1914年4月21日 - 5月27日
- 志津田定一郎 大佐：1914年5月27日 - 1915年9月1日
- 斎藤半六 大佐：1915年9月1日 - 1916年12月1日
- （兼）大内田盛繁 大佐：1916年12月1日 - 1917年2月13日
- 森本義寛 大佐：1917年2月13日 - 10月10日
- 別府友次郎 大佐：1917年12月1日[98] - 1919年11月20日[99]
- 井手元治 大佐：1919年11月20日 - 1920年11月20日
- 寺岡平吾 大佐：1920年11月20日 - 1921年12月1日
- 河合退蔵 大佐：1921年12月1日 - 1922年4月1日
- 高倉正治 大佐：1922年4月1日[100] - 1922年11月10日[101]
- （兼）小泉親治 大佐：1922年11月10日 - 12月1日
- （兼）広沢恒 大佐：1922年12月1日[102] - 1923年4月1日[103]
- （兼）安部隆吉 大佐：1923年4月1日[103] -

## 公試成績
| 実施日        | 種類     | 排水量       | 回転数   | 出力       | 速力         | 場所   | 備考                     | 出典   |
| ------------- | -------- | ------------ | -------- | ---------- | ------------ | ------ | ------------------------ | ------ |
| 1915年9月8日  | 全力     | 吃水:26'-10" | 148rpm   | 21,700馬力 | 20.371ノット |        | ビルジキール改造後の公試 | [ 52 ] |
| 同上          | 3/5      | 同上         | 130rpm   | 13,700馬力 | 18.430ノット |        | 同上                     | [ 52 ] |
| 1918年3月26日 | 修理公試 | 15,410英トン | 144.3rpm | 22,450馬力 | 19.879ノット | 伊予灘 |                          | [ 59 ] |

## ギャラリー

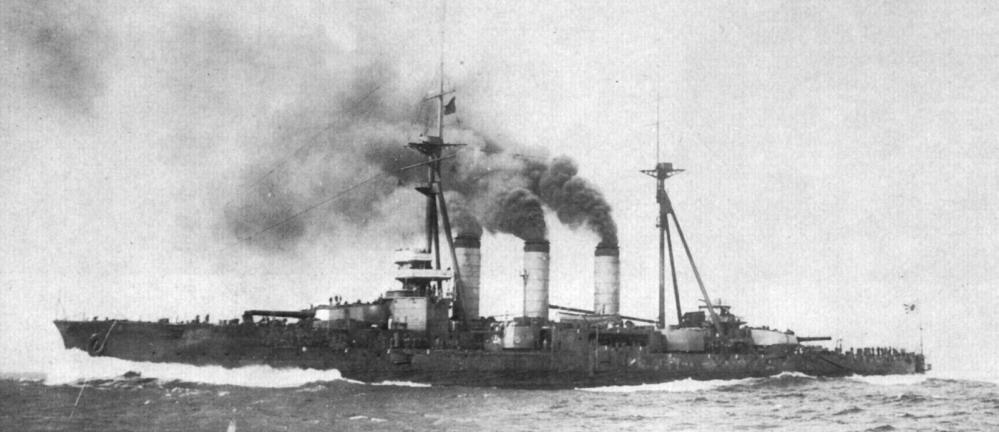
1911年1月頃、館山沖で公試中の鞍馬
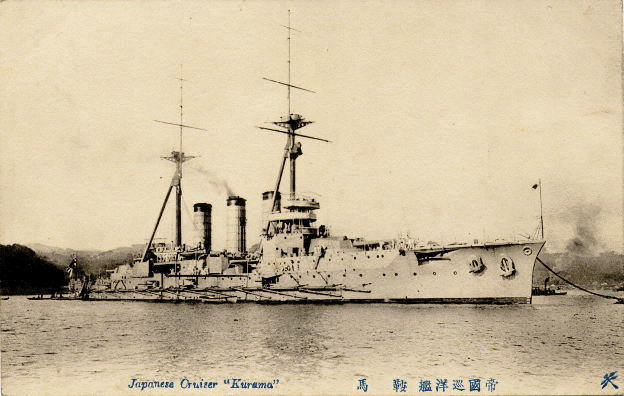
1911年3月、横須賀で遣英準備中の鞍馬
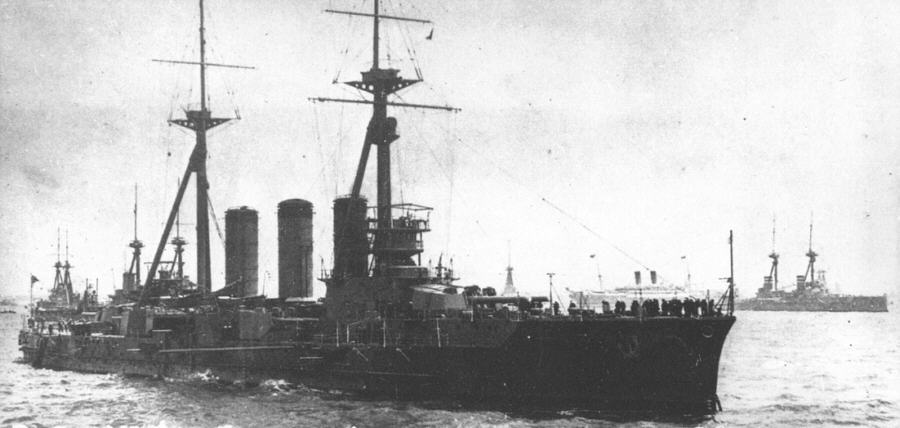
1911年6月20日から28日。ジョージ5世戴冠記念観艦式時
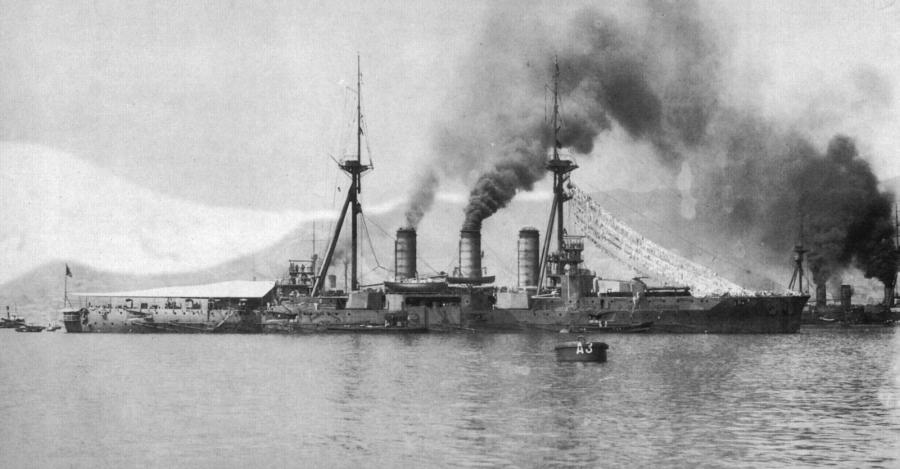
1913年6月18日、呉軍港
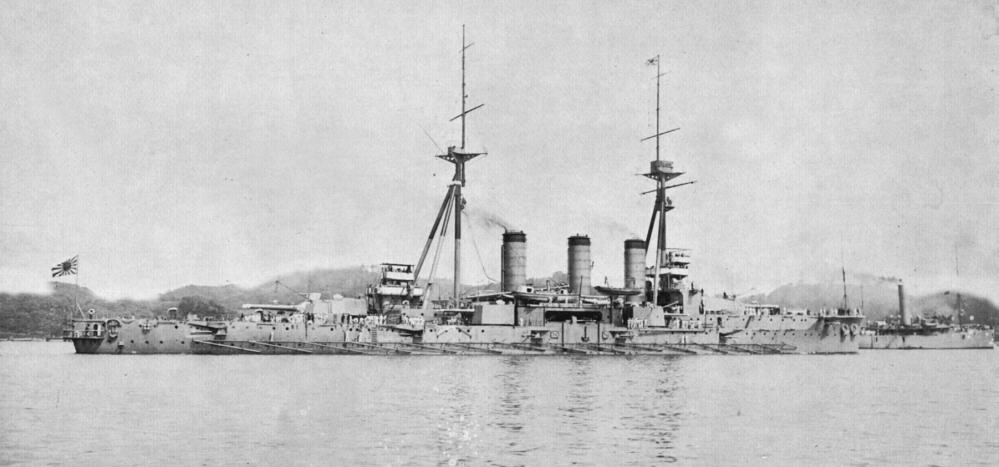
1916年2月上旬(推定)、横須賀軍港
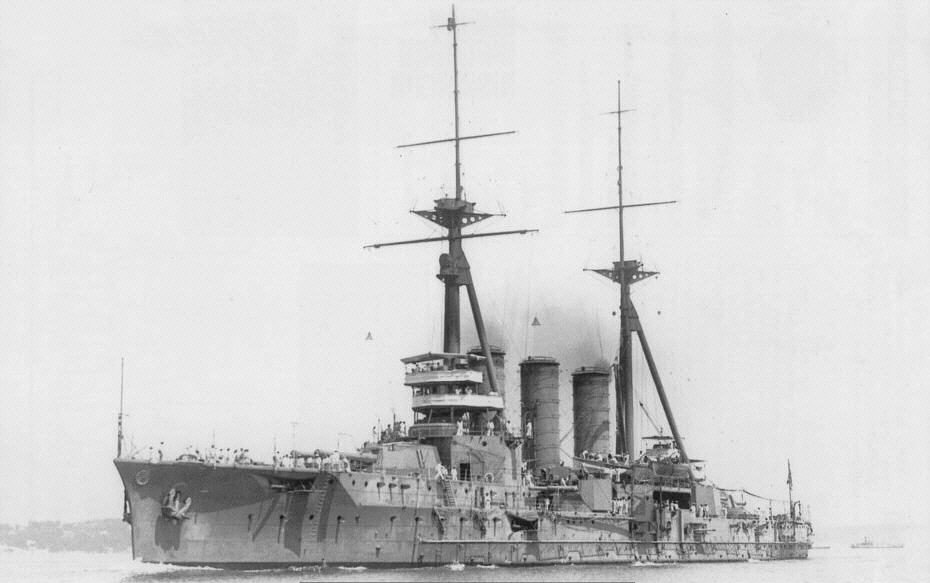